# الدوري السويدي الدرجة الثانية 1935–36
الدوري السويدي الدرجة الثانية 1935–36 (بالسويدية: Division II i fotboll 1935/1936)‏ هو موسم من الدوري السويدي الدرجة الثانية. فاز فيه Hallstahammars SK ‏.